# بول أرينا
بول أرينا (بالإنجليزية: Ball Arena)‏ بيبسي أرينا (بالإنجليزية: Pepsi Center)‏ هي ساحة داخلية متعددة الأغراض في دنفر، كولورادو، الولايات المتحدة.